# The Main Event Mafia
The Main Event Mafia (acortado MEM) fue un stable de lucha libre profesional que trabajó para la Total Nonstop Action Wrestling (TNA) desde 2008 hasta 2009, formado por Kurt Angle, Kevin Nash, Scott Steiner, Booker T y Samoa Joe. Fue formado el 23 de octubre de 2008, por cuatro main eventers heels de la empresa, quienes decían ser lo mejor de la empresa, por lo que decidieron protegerse entre ellos. En 2013, Sting anunció una nueva formación del grupo.

## Historia

### Inspiración
En los últimos años de la World Championship Wrestling, se creó un ángle donde los luchadores veteranos crearon el equipo llamado The Millionaire's Club, enfrentándose a un equipo formado por jóvenes como contraposición al primero, llamado The New Blood. Ambos equipos iniciaron un feudo con el objetivo de lograr un cambio generacional.

### Formación
Sting había estado diciendo en shows de Impact que los jóvenes ya no les tenían respeto a las leyendas y veteranos como él mostrando imágenes de varios de ellos y, más tarde, comenzó a insultar a Samoa Joe.
En Bound for Glory IV, Sting derrotó a Samoa Joe gracias a una ayuda de Kevin Nash, ganando el Campeonato Mundial Peso Pesado de la TNA. Debido a eso, Nash y Sting crearon una alianza en los shows posteriores de iMPACT!. Pero, el 23 de octubre de 2008, Nash y Sting crearon un equipo, llamado The Main Event Mafia junto a Booker T y Kurt Angle.
La misma noche de su creación, atacaron a Samoa Joe y A.J. Styles, Booker se proclamó el primer Campeón de las Leyendas de la TNA y Nash & Sting ganaron un combate en parejas.

### 2008-2009
La semana siguiente se enfrentaron al equipo de los jóvenes, AJ Styles, Samoa Joe, Consequences Creed, Petey Williams, ODB, Motor City Machine Guns y Eric Young, enfrentándose durante todo el episodio. Al final, cuando todos se peleaban, Scott Steiner volvió de su lesión y se unió al Main Event Mafia.
En Turning Point Booker T derrotó a Christian Cage, reteniendo el Campeonato de las Leyendas de la TNA y por la estipulación del combate, Cage se uniría a Main Event Mafia, pero en vez de eso, el grupo decidió darle una despedida de la TNA, así empezando los rumores de su salida de dicha empresa. Además, Nash derrotó a Samoa Joe, Kurt Angle a Abyss y Sting retuvo el Campeonato Mundial Peso Pesado de la TNA ante AJ Styles.
Después de esto Christian Cage debió haberse unido al grupo pero no fue admitido por los rumores de irse ala WWE, así que le dieron una paliza. Tras esto ofrecieron unirse a Team 3D, quienes les atacaron cuando se disponían a atacar a The Frontline.
En Final Resolution Angle derrotó a Abyss, obteniendo una pelea frente a Jarrett en Genesis y el resto del equipo se enfrentó a AJ Styles, Samoa Joe y Team 3D, reteniendo con eso el Campeonato Mundial Peso Pesado de la TNA. En Genesis Angle derrotó a Jarrett, lesionándole después de atacarle con una silla, Sting retuvo su campeonato ante Rhino y el resto se enfrentaron a Brother Devon, Styles y Mick Foley. Sin embargo, Nash no pudo asistir al evento por tener una infección en el codo, así que fue sustituido por Cute Kip. A pesar de que la pelea acabó en doble cuenta de fuera, Foley la reinició bajo reglas hardcore, ganando después de que Foley cubriera a Steiner.
Dos semanas después, MEM dominó la TNA, siendo Steiner el anunciador del ring, Booker y Nash los comentaristas bajo los nombres de Black Snow y Chet Lemon respectivamente, Sharmell como la entrevistadora y Angle como el director. Sin embargo, Angle puso a Sting en una pelea en desventaja contra Team 3D, a lo que Sting se quejó. Además, Booker empezó un pequeño feudo con Shane Sewel y Steiner con Petey Williams. En Against All Odds, Booker retuvo su título frente a Shane, pero AJ Styles se lo quitó al regresar al ring y Steiner derrotó a Williams. Mientras, Angle y Sting se enfrentaron entre sí y contra Team 3D en un Fatal Four Way Match y el ganador sería el nuevo campeón, siendo esta una prueba para ver si Sting y Angle sabrían trabajar en equipo. La pelea fue ganada por Sting.

### 2013
A lo largo de 2012 y 2013, Sting tuvo un largo feudo con el stable de Bully Ray Aces & Eights. La superioridad numérica del stable hacía que sus miembros interfirieran en los combates, atacando a sus adversarios, incluyendo Sting. En Slammiversary XI, Sting se enfrentó a Ray por el Campeonato Mundial Peso Pesado, donde si Sting perdía, no podía volver a luchar por el título mundial. Debido a una interferencia del grupo, Sting fue derrotado. Dos semanas más tarde, anunció su intención de crear de nuevo el Main Event Mafia para enfrentarse a ellos. El 20 de junio, Sting presentó al nuevo miembro de su grupo, Kurt Angle, quien atacó a Ray. La siguiente semana Sting nombraría como nuevo miembro a Samoa Joe. Y la siguiente presentó al nuevo miembro de su grupo, Magnus. La semana siguiente, cuando Chris Sabin anunció que lucharía contra Bully Ray por el TNA World Heavyweight Championship, Bully dijo que sería Chris Sabin vs Aces & Eights. Pero salió Sting y dijo que sería Bully Ray vs Chris Sabin y que estarían en su esquina él, Samoa Joe, Kurt Angle, Magnus y Quinton Jackson. uniéndose este último al grupo.
El 22 de agosto, AJ Styles se unió a ellos para enfrentar a Aces & Eights, cubriendo el lugar de Kurt Angle quien se aunsentó por rehabilitación debido a problemas con el alcohol. En el combate, Styles logró la victoria para Main Event Mafia al realizar la cuenta de tres sobre Devon quién debido a la estipulación del combate, fue despedido de TNA. En Impact Wrestling: No Surrender el 12 de septiembre, Hulk Hogan anunció que Bellator MMA sacó a Rampage Jackson y a Tito Ortiz de TNA debido a la próxima pelea en PPV entre ambos, eliminando así a Jackson de MEM. En el evento principal de dicha noche, Magnus perdió la final de la serie de BFG a AJ Styles. Durante su lucha, EGO (Bobby Roode, Christopher Daniels y Kazarian) interfirió, atacándolos a él y a Styles. Debido a esto, MEM inició un feudo contra EGO.

## En lucha
- Movimientos finales
  - Combinación de bearhug de Steiner y jumping high kick de Booker
  - Double chokeslam[1]

- Managers
  - Sharmell
  - Jenna Morasca
  - Traci Brooks
  - Taz

## Campeonatos y logros
- Total Nonstop Action Wrestling
  - TNA World Heavyweight Championship (2 veces) - Sting (1) y Kurt Angle (1)
  - TNA Legends Championship (3 veces) - Booker T (1) y Kevin Nash (2)
  - TNA World Tag Team Championship (1 vez) - Booker T & Scott Steiner
  - TNA X Division Championship (1 vez) - Samoa Joe
  - King of the Mountain (2009) - Kurt Angle